# PROFIBUS
Profibus è l'acronimo di Process Field Bus. Si tratta di un bus di campo (field bus) messo a punto nel 1989 da un consorzio di diverse aziende tra le quali Siemens. Le sue applicazioni sono nel campo dell'automazione industriale di processo.

## Caratteristiche generali
Profibus è una rete di comunicazione monomaster multi slave. Permette la riduzione del cablaggio richiesto tra i nodi costituenti la rete in quanto necessita del posizionamento di un unico cavo. Generalmente, viene utilizzato per connettere un master come un PLC ad I/O remoti. I cavi profibus sono schermati, generalmente si presentano di colore viola, sotto la guaina viola c'è la schermatura e dentro una coppia di cavi di colore rosso e verde. La trasmissione dei dati può essere solo seriale, veicolati nella rete attraverso una politica token ring.

## Varianti
- Profibus DP (Decentralized Peripherals) è in grado di operare a bit rate da 9,6 kbit/s a 12 Mbit/s su distanze tra i nodi che possono arrivare fino a 300 m via cavo standard alla massima velocità di esercizio. Il suo impiego è per lo scambio dati tra periferiche remote di campo; per questo viene anche indicato come device bus
- Profibus PA (Process Automation) lavora con bit rate sino a 31,25 kbit/s su distanze massime di 1,9 km. È utilizzato per la comunicazione con le strumentazioni di processo
- Profibus FMS (Field bus Message Specification) è un protocollo utilizzato nella comunicazione tra i controllori di un impianto e periferiche remote

## Diffusione
Si stima che al 2008 fossero installati oltre 28 milioni di nodi tramite PROFIBUS.

## Tecnologia
PROFIBUS Protocol (Open Systems Interconnection)
| OSI-Layer | OSI-Layer    | PROFIBUS | PROFIBUS | PROFIBUS |            |
| --------- | ------------ | -------- | -------- | -------- | ---------- |
| 7         | Application  | DPV0     | DPV1     | DPV2     | Management |
| 6         | Presentation | --       | --       | --       | Management |
| 5         | Session      | --       | --       | --       | Management |
| 4         | Transport    | --       | --       | --       | Management |
| 3         | Network      | --       | --       | --       | Management |
| 2         | Data Link    | FDL      | FDL      | FDL      | Management |
| 1         | Physical     | EIA-485  | Optical  | MBP      | Management |